# Utës (udde)
Utës är en udde i Antarktis. Den ligger i Östantarktis. Australien gör anspråk på området.
Terrängen inåt land är kuperad söderut, men åt nordost är den platt. Havet är nära Utës åt nordväst. Trakten är obefolkad. Det finns inga samhällen i närheten. 